# ヤードレー・オブ・ロンドン
ヤードレー・オブ・ロンドン（Yardley of London）は、世界で最も古い化粧品、香水およびトイレタリー製品製造会社。1770年に創立された。ヤードレーは20世紀初頭まで石鹸および香水製造者として第一人者であり、1910年までにロンドンのボンド・ストリートに移転、1921年には王室御用達となった。今日ヤードレーは2つの製品が御用達の指定を受けている。

## 歴史
ヤードレーは1851年の万国博覧会に出品、水晶宮に製品を展示した。当時はヤードレー・アンド・ステーサム (Yardley & Statham) として知られていたが、同年にヤードレー・アンド・コーポレーション (Yardley & Co.) と改名している。ヤードレーは石鹸や香水を展示したが、その中でもオールド・ブラウン・ウインザーと呼ばれる石鹸はウィンザー城の絵が浮き彫りにされ、同社が初めて生産した石鹸の一つであった。
ヤードレーの代表的な香水はイングリッシュ・ラベンダーであり、同製品は1873年に発売された。イングリッシュ・ラベンダーはヴィクトリア朝時代にイギリスで人気が高まり、1880年代にはアメリカ合衆国にも輸入され、アメリカの一般家庭でも人気を博した。ヤードレーが製品に使用するラベンダーはLavandula angustifoliaの一種であり、それらはヤードレーのために特別にイングランド南部で栽培されている。ヤードレーが使用したラベンダーの品種は、いくつかの素晴らしい品種の中から1930年代に探し出されて選択されたものであった。
20世紀への変わり目において、ヤードレーの石鹸と化粧品の人気は急上昇し、同社は1910年にロンドンのボンド・ストリートに小売店を開店した。当初は新ボンド・ストリート8番地に位置していたが、その後旧ボンド・ストリート33番地に移転した。
1913年にヤードレーはフランシス・ウィートリーの「ロンドンの叫び」シリーズの中の「花売り達」から新たなロゴを採用した。絵の中では花売り達が黄色いサクラソウをかごに入れているが、ロゴではそれがラベンダーに差し替えられている。
1967年、イギリス人モデルのツイッギーがプロモーションに採用された。ヤードレーは「ツイッギー・アイラッシュズ」「ツイッギー・ペイント」などの製品を発売し、その販促活動に彼女をフィーチャーした。ヤードレーは「スウィンギング・ロンドン」を象徴する存在となり、1960年代のイギリスの若者文化、ミニスカートやカーナビー・ストリート、モッズファッションに関連していた。
イギリスの第5位の富豪、インド人のジャタニア家が2005年10月にヤードレーを6000万ポンドで買収し、同社とローナミードを統合した。
ウィプロは4550万ドルでアジア、中東、オーストラリア、および北アフリカ、西アフリカの市場でヤードレーを買収した。2012年8月にウィプロはイギリスおよびヨーロッパにおけるヤードレーをローナミードから買収した。しかしながらドイツおよびオーストリアでのヤードレーのブランドの権利はローナミードが保有している。

## ブランド
イングリッシュ・ブレーザーは1989年、1991年に発売された男性用香水およびローションであるが、1998年に販売が取りやめられた。同ブランドは2010年代初めに再び販売が始められたが、その歴史は書き換えられ、1951年に発売されたとしている。

## 王室御用達
ヤードレーはイギリス王室と長年の関係を保ち、今までに6つの製品が御用達に指定された。同社は以下の王族に化粧品を提供した。
- 1921年 – エドワード8世、"Perfumers and fine soap makers"
- 1932年 – メアリー王后、"Perfumer"
- 1949年 – ジョージ6世、"Purveyors of soap"
- 1955年 – エリザベス2世、"Manufacturers of soap"
- 1960年 – エリザベス王太后、"Perfumers and manufacturers"
- 1995年 – チャールズ3世（当時皇太子）、"Manufacturers of toilet preparations"

## 参照
1. ↑  Interview with Mike Jatania by Jonathan Guthrie of the FT
2. ↑  “Yardley - quintessentially British”.   HPCi Media Limited. 2013年6月23日閲覧。
3. ↑  “A little history about Yardley London's soaps”.   Yardley London Ltd. 2013年6月23日閲覧。
4. ↑  “English Lavender by Yardley, 1873”.   Basenotes. 2013年6月14日閲覧。
5. ↑  “All About Yardley London”.   Yardley London Ltd. 2013年6月14日閲覧。
6. ↑  “Beauty Icon:Yardley English Lavender”.   Telegraph Media Group Limited. 2013年6月15日閲覧。
7. ↑  “Yardley Shop front”.   English Heritage. 2013年6月16日閲覧。
8. 1 2  “Yardley London Historical Timeline”.   Lornamead Group. 2013年6月14日閲覧。
9. ↑  “Yardley's 'Lavender Girls'”.   Newham Council. 2013年6月17日閲覧。
10. ↑  “Wheatley's Cries of London”.   Spitalfields Life. 2013年6月17日閲覧。
11. ↑  “Twiggy - Voguepedia”.   Vogue. 2013年6月19日閲覧。
12. ↑  “Brainstorm:Surviving and Thriving in the New Consumer-Led Marketplace”.   Macmillan. 2013年6月19日閲覧。
13. ↑  Lall, Rashmee Roshan (May 3, 2006). "Jatanias buy America's biggest hair-care brands". Times of India.
14. ↑  Deepti Chaudhary and K. Raghu. "Wipro buys some Yardley businesses for $45.5 million". livemint.com. November 6, 2009
15. ↑  Cloud, Barbara (1991年10月20日). “Blazer still blazin': Classic jacket dresses variety of occasions.”. The Pittsburgh Press 2013年2月5日閲覧。
16. 1 2  “The Encyclopaedia of Perfume - Émilie - Eraine”. 2013年9月18日閲覧。
17. ↑  “English Blazer: World-Class Original Fragrances for Men”. 2013年2月5日閲覧。